# Крушение теплохода «Булгария»
Крушение теплохода «Булгария» — кораблекрушение, произошедшее 10 июля 2011 года примерно в 13 часов 30 минут по московскому времени в Куйбышевском водохранилище в районе села Сюкеево Камско-Устьинского района Республики Татарстан. Основной причиной крушения стало то, что экипаж не задраил иллюминаторы и в них залилась вода, когда в результате порыва ветра и выполнения поворота возник крен.
На борту теплохода находился 201 человек, из которых 79 были спасены, а 122 погибли.

## История судна
Двухпалубный теплоход (дизель-электроход) «Булгария» был построен в 1955 году на верфи Národný Podnik Škoda Komárno (сейчас Slovenské lodenice Komárno a.s.) в Комарно (Чехословакия, сейчас — Словакия) по проекту 785 во второй серии.
С момента постройки теплоход носил имя Украина, в феврале 2010 года был переименован в честь Волжской Булгарии — древнего государства на территории современного Татарстана. До 1962 года принадлежал Волжскому объединённому речному пароходству (ВОРП), порт приписки — Горький, затем был передан в Камское речное пароходство (в настоящее время — ОАО «Судоходная компания „Камское речное пароходство“», генеральный директор — Валерий Незнакин, крупнейший акционер — Михаил Антонов), порт приписки — Чайковский.
В 2000—2010 годах арендаторами теплохода были «Казанская судоходная компания», «Водафлот», «Волгатур». Затем теплоход был арендован ООО «Бриз» (генеральный директор — Валерий Незнакин, которым в июне 2011 года теплоход был сдан в субаренду казанскому ООО «АргоРечТур» (директор — Светлана Инякина), которое имело плохую деловую репутацию и не входило в Единый реестр туроператоров, что означает отсутствие прав организовывать перевозки.
Продажей билетов на круизы на теплоходе для разных туроператоров в последние годы занималась казанская фирма «ИнтурВолга». Пассажиры отдельно, как правило, не страховались, в том числе и в потерпевшем крушение рейсе, но входили в программу обязательного страхования на транспорте (с компенсацией родственникам 120 МРОТ, или 519 тыс. руб.) в случае смерти, а также обычного медстрахования по полисам ОМС. Сам теплоход не был застрахован.
Теплоход ходил по водохранилищам и крупным  рекам бассейна р. Волги (в том числе по Каме), выполняя туристские (прогулочные) рейсы.
В ночь с 4 на 5 сентября 2008 года, находясь на отстоечном пассажирском рейде, судно вышло за его границу и село на мель всем корпусом недалеко от речного порта Казани (1311-й км Волги). Через 2 часа вызванный буксир-толкач снял судно с мели, и оно благополучно вернулось в речной порт.

## Крушение и последующие события

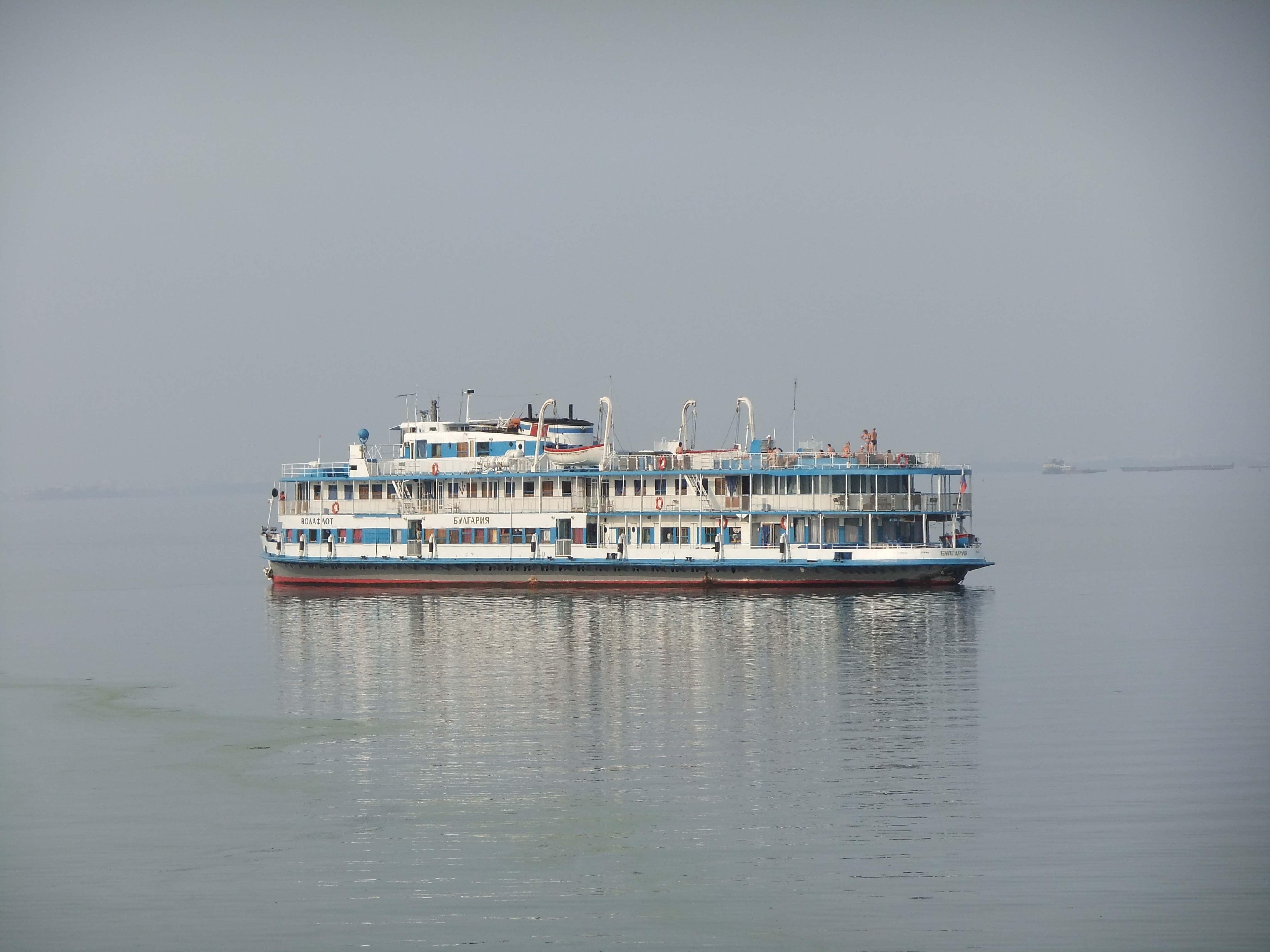
Теплоход «Булгария» (8 августа 2010 года)

Теплоход «Булгария», совершавший круиз по маршруту Казань — Болгар — Казань, 10 июля 2011 года затонул в Волге в районе села Сюкеево Камско-Устьинского района Татарстана.
Согласно отчёту «Ространснадзора», в 12:25 в воскресенье, 10 июля судно попало под воздействие сильного порыва ветра с левого борта, начался сильный ливень с грозой. В этот момент теплоход «Булгария» входил в левый поворот. Следует отметить, что при перекладке рулей влево все теплоходы приобретают дополнительный динамический крен на правый борт». В результате угол крена составил 9 градусов. «При таком крене иллюминаторы правого борта вошли в воду, вследствие чего через открытые иллюминаторы за 1 минуту в отсеки судна поступило около 50 тонн забортной воды. Чтобы уменьшить площадь воздействия ветра на левый борт, капитан решил лечь курсом „на ветер“. Для этого рули были положены на 15° влево». В результате крен увеличился и суммарное количество поступающей в отсеки судна воды достигло 125 тонн в минуту. После этого все иллюминаторы и часть главной палубы правого борта погрузились в воду. За последующие 5—7 секунд произошло резкое увеличение крена от 15 до 20 градусов, в результате чего судно опрокинулось на правый борт и затонуло.
Два судна — сухогруз «Арбат» и толкач «Дунайский 66» — прошли мимо плотов с пассажирами и экипажем теплохода «Булгария». Первым судном, пришедшим на помощь терпящим бедствие, являлся круизный теплоход «Арабелла», экипажем которого и была проведена спасательная операция. Спасены 79 человек. На борту теплохода «Арабелла» выжившим была оказана первая медицинская помощь, предоставлены еда, горячее питьё и сухая одежда. Несколько тяжело пострадавших были отправлены в Казань на «Метеоре».

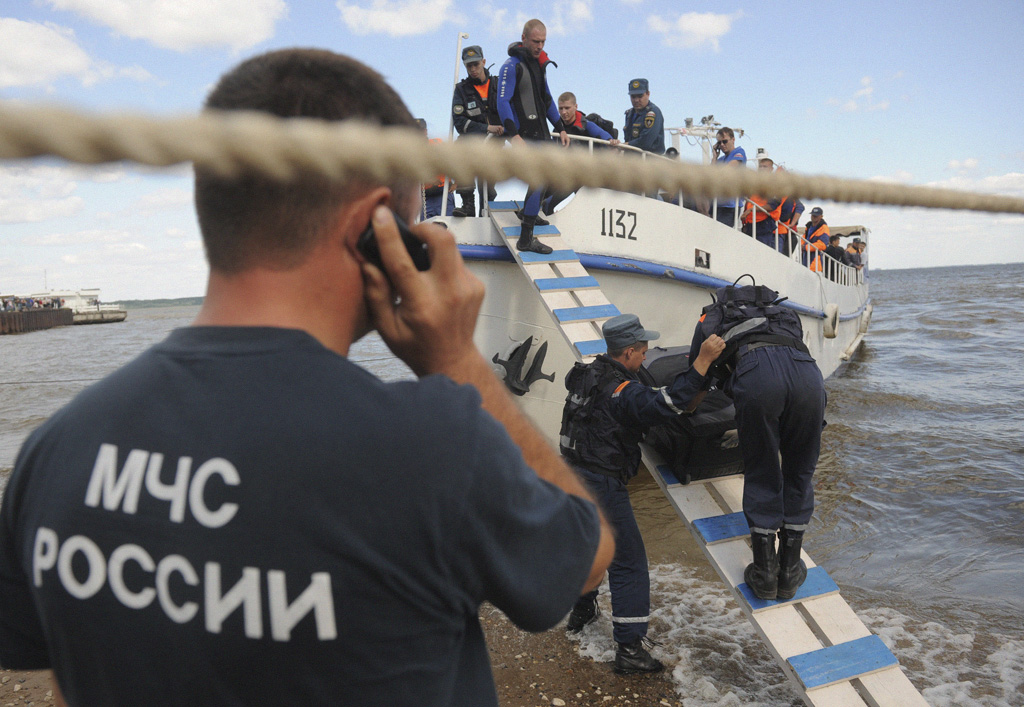
Сотрудники МЧС разгружают снаряжение с причалившего судна, участвующего в поисковых работах на месте крушения теплохода «Булгария» на Куйбышевском водохранилище (11 июля 2011)

На протяжении нескольких дней со дня трагедии продолжалась операция по подъёму теплохода «Булгария» со дна Куйбышевского водохранилища и по поиску тел погибших. В район крушения были стянуты значительные силы МЧС России, Министерства транспорта России, МВД России, Минздравсоцразвития и коммерческих структур, в том числе «Севзапканат» (была разработана уникальная оснастка для подъёма теплохода). В итоге теплоход «Булгария» был поднят и оттранспортирован в ближайший судоремонтный завод в Куйбышевском Затоне. При этом были обнаружены все тела погибших.
По окончательным данным, из 201 человека, находившегося на борту, спаслось 79, подтверждена гибель остальных 122 человек (включая капитана теплохода «Булгария» Александра Островского).
Следственным комитетом Российской Федерации в связи с крушением теплохода «Булгария» было возбуждено несколько уголовных дел, а также привлечён к уголовной ответственности целый ряд должностных лиц:
- 10.07.2011 года возбуждено уголовное дело по признакам состава преступления, предусмотренного частью 2 статьи 263 УК РФ по факту затопления теплохода «Булгария»[20].
- 12.07.2011 года возбуждено уголовное дело по признакам состава преступления, предусмотренного частью 2 статьи 238 УК РФ в отношении Светланы Инякиной (директора ООО «АргоРечТур» — субарендатора теплохода «Булгария») и Якова Ивашова (Эксперта Речного регистра, выдавшего разрешение на эксплуатацию теплохода «Булгария» в 2011 г.)[21].
- 18.07.2011 года было возбуждено два уголовных дела по признакам состава преступления, предусмотренного ст. 270 УК РФ в отношении капитанов Юрия Тучина (сухогруз «Арбат») и Александра Егорова (толкач «Дунайский 66»). При этом Юрий Тучин стал первым из должностных лиц, осужденных по уголовным делам, связанным с крушением теплохода «Булгария» (см. события 26 декабря 2011 года)[22].
- 15.08.2011 года возбуждено уголовное дело по признакам состава преступления, предусмотренного ст. 293 УК РФ в отношении Ирека Тимергазеева (Начальника отдела Ространснадзора) и Владислава Семенова (Инспектора Ространснадзора).
- В отношении выжившего в катастрофе старшего помощника капитана теплохода «Булгария» Рамиля Хаметова было возбуждено уголовное дело по признакам состава преступления, предусмотренного статьей 263 УК РФ (Нарушение правил безопасности движения и эксплуатации железнодорожного, воздушного, морского и внутреннего водного транспорта и метрополитена).

В итоге, на стадии предварительного расследования все уголовные дела (за исключением уголовных дел возбуждённых в отношении капитанов Ю. Тучина и А. Егорова) были объединены в одно производство, а окончательные обвинения и статьи Уголовного кодекса Российской Федерации, вмененные обвиняемым, уточнены.
Приговором Московского районного суда города Казани от 03-07 июля 2014 года все обвиняемые были признаны виновными в инкриминируемых им преступлениях (кроме С. Инякиной, которая была оправдана по излишне вмененной ст. 263 УК РФ). Подробнее в разделе суд.
Все обвиняемые по упомянутым уголовным делам, за исключением двух капитанов, не оказавших помощь терпящим бедствие, и старшего помощника капитана теплохода «Булгария» Рамиля Хаметова, были помещены под стражу.
Несколько ведомств представили общественности свои заключения по результатам проверок по факту крушения теплохода «Булгария» (см. раздел Итоги расследования).
Крушение теплохода «Булгария» имело большой общественный резонанс в России и остальном мире, что в свою очередь стало причиной начала массовых проверок в отрасли речного флота, в органах Речного регистра и Ространснадзора. Именно авария «Булгарии» активизировала процесс принятия закона об обязательном страховании ответственности перевозчика.

## Память

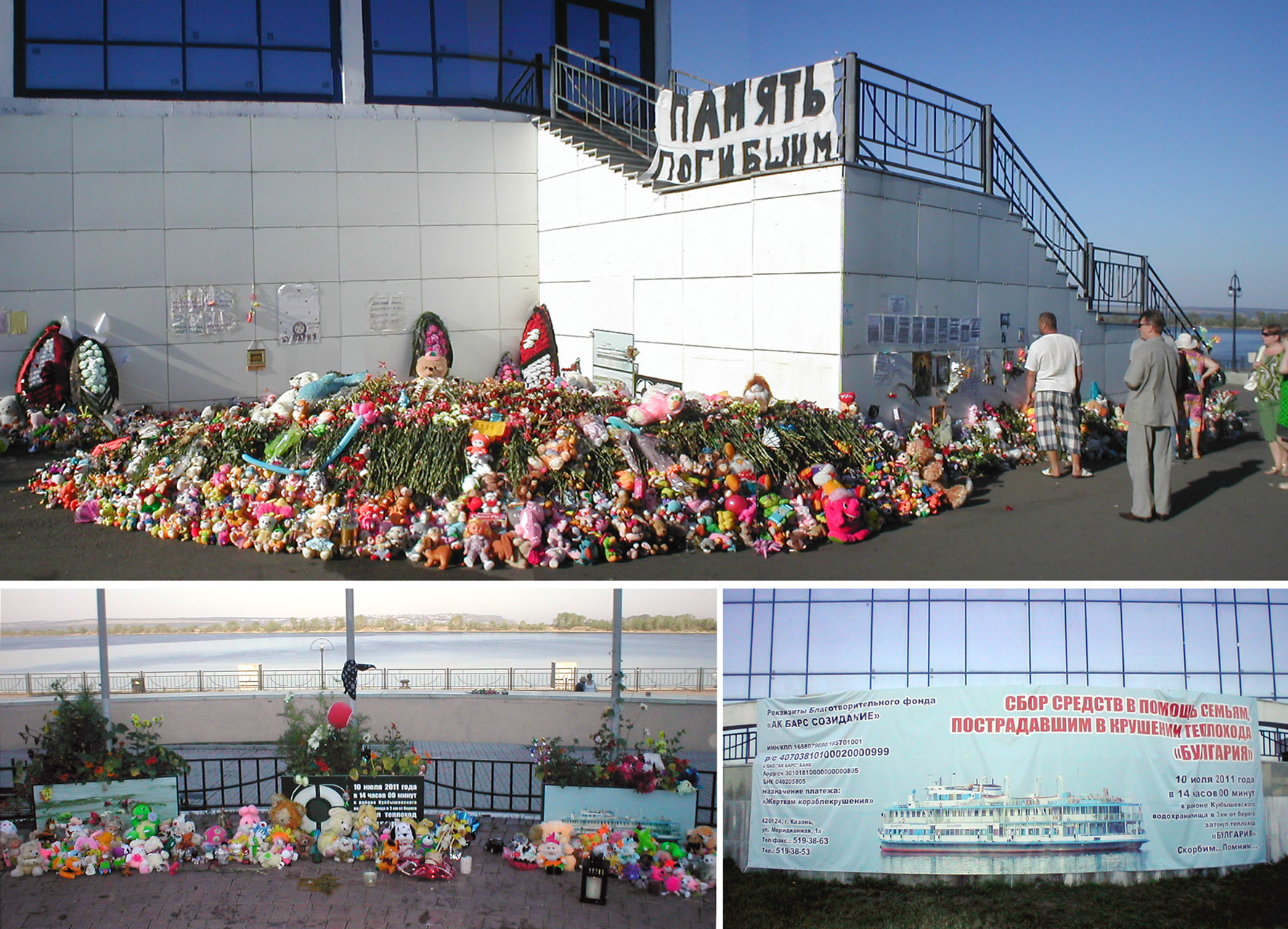
Народный мемориал в Казанском речном порту

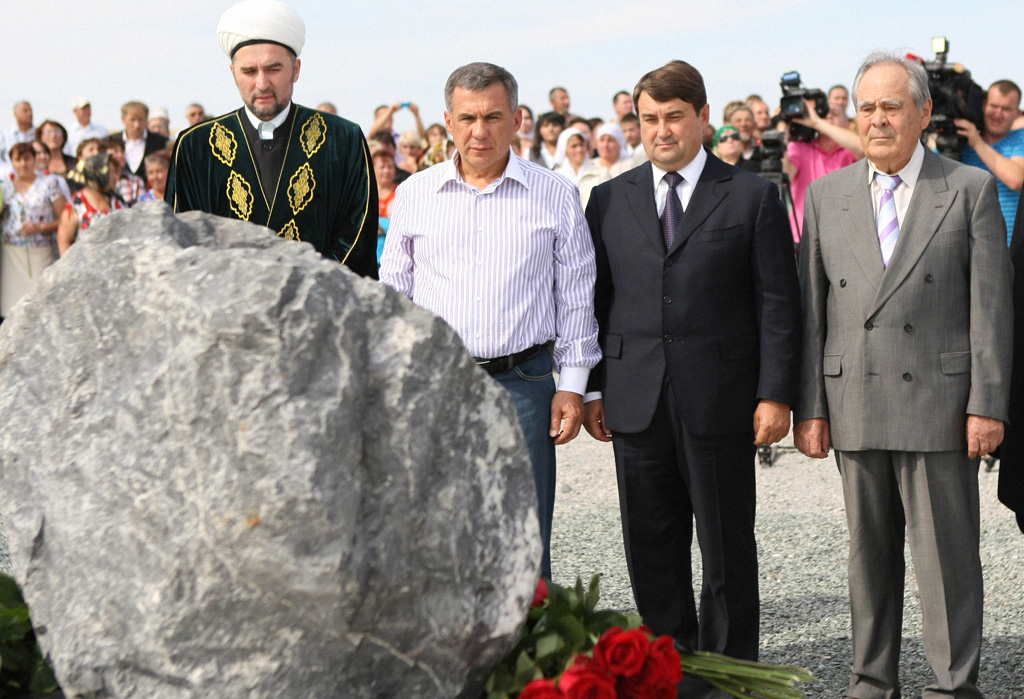
Муфтий Татарстана Илдус Файзов, президент Татарстана Рустам Минниханов, министр транспорта России Игорь Левитин и государственный советник Татарстана Минтимер Шаймиев на церемонии закладки часовни и мечети в память о погибших на теплоходе «Булгария»

12 июля 2011 года был объявлен днём общенационального траура по погибшим в этом происшествии.
В течение нескольких дней после крушения теплохода «Булгария» многие жители Казани приходили в Казанский речной порт, где был сооружен стихийный народный мемориал, состоящий из тысяч мягких игрушек, цветов и горящих свечей. 
10 июля 2012 года на берегу Волги возле села Сюкеево Камско-Устьинского района напротив места, где затонул теплоход «Булгария», открыт мемориал в память о жертвах этой трагедии. Комплекс включает в себя стену памяти и центральную площадь, а также часовню и мечеть. Стена памяти сделана из монолитного бетона, облицованного гранитом. На ней изображен затонувший теплоход «Булгария» и золотыми буквами выбиты имена 122 погибших.
На месте крушения установлен буй. Проплывающие мимо суда должны давать длинный звуковой сигнал (гудок), тем самым отдавая дань памяти погибшим на теплоходе.
Родители пятилетнего Кирилла Чернова, погибшего при крушении теплохода «Булгария», объявили, что на компенсационные средства возведут детский городок вблизи посёлка Красногорский Республики Марий Эл.
В июле 2013 года часть родственников жертв катастрофы обратилась к президенту Татарстана с просьбой оставить в качестве памятника также и подлежащий утилизации теплоход. Тем не менее, в феврале 2016 года, спустя пять лет после крушения, теплоход был разобран в Куйбышевском затоне, куда был отбуксирован после окончания расследования.

## Документальные фильмы
- «ЧП расследование» — «Роковой круиз» (2011)

- «Специальное расследование» — «Чёрный круиз» (2011)

- «Дело особой важности» — «Как лето провело меня» (2011)

- «Чистосердечное признание» — «Гиблое место» (2011)
- «Х-версии. Громкие дела» – «Булгария. Русский Титаник» (2013)

## Итоги расследования

### Ространснадзор
15 августа 2011 года Ространснадзор на своём официальном сайте опубликовал результаты собственной проверки, проведенной по факту крушения теплохода «Булгария».
Из резолютивной части заключения проверки:
Комиссией сделан вывод, что причинами аварии явилась совокупность следующих факторов:
1. Невыполнение судовладельцем и капитаном судна требований нормативных документов, регламентирующих безопасность судоходства при планировании, подготовке и осуществлении рейса, в ходе которого не обеспечивалась безопасность плавания судна. Так судовладельцем и капитаном судна сознательно были нарушены ограничения Российского Речного Регистра к судам данного проекта, запрещающие их эксплуатацию:
- с неисправностями судовых механизмов (на судне с 08 июля 2011 г. не работал левый главный дизель-генератор);
- с повреждениями корпуса (наличие четырёх отверстий)[30];.
- при силе ветра более 7 баллов (13,5 — 17,4 м/сек) при котором не обеспечивались требования «Информации об остойчивости и непотопляемости судна». Сила ветра на момент аварии составляла — 20 м/сек. (очень крепкий ветер, шторм) с порывами, достигающими ещё больших величин;

2. Низкая квалификация и недисциплинированность членов экипажа судна, выразившаяся:
- в непринятии необходимых мер безопасности при выходе судна в водохранилище и при получении штормового предупреждения. На судне не были задраены иллюминаторы правого и левого борта, в том числе в машинном отделении, где несли вахту только члены экипажа;
- в самовольном, без получения команды с мостика, отключении старшим механиком главного дизель-генератора правого борта;
- в выводе из строя судовых механизмов вследствие несоблюдения Правил технической эксплуатации;
- в несоблюдении общепринятых приёмов и способов управления судном. Манёвр поворота влево был осуществлён без учёта: особенностей остойчивости судна, уже имевшегося крена в 4° на правый борт; дополнительно возникающего крена на правый борт, вызванного центробежной силой при циркуляции влево; дующего в левый борт крепкого ветра и большой парусности судна;
- в нарушении капитаном судна требований пунктов 15 и 16 Порядка диспетчерского регулирования движения судов на внутренних водных путях Российской Федерации, утверждённых приказом Минтранса России от 1 марта 2010 г. № 47 «Об утверждении порядка диспетчерского регулирования движения судов на внутренних водных путях Российской Федерации» (капитан не проинформировал диспетчера и не получил диспетчерское разрешение на движение судна).

### Следственный комитет Российской Федерации
Официальный представитель СК РФ Владимир Маркин:

Следственный комитет официально заявляет, что окончательно установить причину затопления судна будет возможно только по результатам судебной комиссионной судоводительской и инженерно-технической экспертизы, которая в настоящий момент проводится. С учетом заключения экспертной комиссии будут приняты соответствующие процессуальные решения.

Относительно информации о пробоинах на корпусе теплохода, Владимир Маркин пояснил:

Распространенная в СМИ информация со ссылкой на результаты освидетельствования теплохода, проведенного Средне-Волжским филиалом Российского речного регистра о том, что крушение «Булгарии» произошло по причине получения пробоин, не соответствует действительности. Следствие считает, что указание на анонимных экспертов намеренно используется для того, чтобы повлиять на общественное мнение с целью освобождения от уголовной ответственности должностных лиц, в отношении которых уже возбуждено уголовное дело, а также иных лиц, которые в ближайшее время могут быть привлечены к уголовной ответственности.

Владимир Маркин после оглашения приговора по делу:

Отмечу, что следствием не просто установлены причины трагедии, но и предприняты меры по недопущению подобного впредь. Нельзя допускать, чтобы стремление к обогащению безответственных коммерсантов и продажных чиновников за счет здоровья, и тем более жизни граждан, оставалось безнаказанным.

### Министерство транспорта Российской Федерации
Предварительная версия причины крушения теплохода «Булгария» — открытые иллюминаторы.

### Общественная палата Российской Федерации
21 ноября 2011 года Общественная палата Российской Федерации представила заключение общественного расследования, из которого следует, что экипажем не были приняты необходимые меры для подготовки судна к выходу в рейс, в соответствии с объявленным метеорологическим прогнозом для Куйбышевского водохранилища, в частности, экипаж «Булгарии» не обеспечил остойчивость судна, не задраил иллюминаторы, в том числе аварийные, не устранил поломку левого главного двигателя, а также не подключил средства связи к аварийным источникам питания, управление судном осуществлялось без учёта его реальной нагрузки, говорится в сообщении. Наличие начального крена судна на правый борт, появление дополнительного крена при повороте судна влево, а также порыв шквального ветра и волнение (на водоеме) привели к интенсивному поступлению воды в корпус через открытые иллюминаторы и, как следствие, к потере остойчивости и затоплению судна.

## Суд

### Арбитражный суд Республики Татарстан
9 августа 2011 года Арбитражным судом Республики Татарстан (судья Насыров А. Р.) Общество с ограниченной ответственностью «АргоРечТур» было признано виновным в совершении административного правонарушения, предусмотренного частью 2 статьи 14.1. КоАП РФ и ему назначено наказание в виде административного штрафа в размере 50 000 рублей (максимальное наказание за данное правонарушение).
Выдержка из мотивировочной части решения:
Как усматривается из представленных по делу документов, 10.07.2011 г. в 13 часов 30 мин. на 1406.0 0 км водного пути Куйбышевского водохранилища, у н. п. Сюкеево (по Атласу ЕГС ЕЧ РФ том 6 часть 1 издания 2006 года) совершая рейс Болгары — Казань, пассажирский д/э «Булгария» с пассажирами на борту, в количестве 148 человек, и членами экипажа, в перегруженном состоянии, имея неисправности в силовой установке, с неукомплектованным экипажем, креном на правый борт, при осуществлении маневра поворота влево и вероятном усилении ветра в районе 82 осевого буя произошло опрокидывание на борт с последующим затоплением и большим количеством человеческих жертв.
Из резолютивной части решения:

Заявленные требования удовлетворить.
Привлечь Общество с ограниченной ответственностью «АргоРечТур», зарегистрированного по адресу: Республика Татарстан, г. Казань, ул. Белинского, д.41, кв. (офис) 22, внесенного в единый государственный реестр юридических лиц за основным государственным регистрационным № 1101690064464 к административной ответственности по части 2 статьи 14.1 КоАП РФ, с наложением административного штрафа в размере 50000 рублей.

### Московский районный суд города Казани
По ходатайству потерпевших и других лиц, большинство из которых проживают в городе Казани, Верховным судом Республики Татарстан была изменена территориальная подсудность уголовного дела «О крушении теплохода „Булгария“» и в качестве суда первой инстанции был определён Московский районный суд города Казани.
6 мая 2013 года Московским районным судом города Казань начато рассмотрение по первой инстанции основного уголовного дела. Часть судебных заседаний, в том числе и оглашение приговора, переносились в Дом культуры «Юность», дабы была возможность вместить всех потерпевших, свидетелей и представителей прессы.
В период с 3 по 7 июля 2014 года (с перерывами) в Московском районном суде города Казани судьёй Якуниным С. Н. был оглашён приговор в отношении всех обвиняемых по делу.
Суд приговорил:
Светлану Инякину — признать виновной в совершении преступлений, предусмотренных ст.238 ч.2, 143 ч.3 УК РФ и назначить ей наказание в виде лишения свободы сроком на 11 лет с отбыванием наказания в колонии общего режима. По ст. 263 ч.2 УК РФ оправдана.
Рамиля Хаметова — признать виновным в совершении преступлений, предусмотренных ст.238 ч.2, 263 ч.2 УК РФ и назначить ему наказание в виде лишения свободы сроком на 6 лет 6 месяцев с отбыванием наказания в колонии общего режима. Меру пресечения в виде подписки о невыезде изменить — взять под стражу в зале суда.
Владислава Семенова — признать виновным в совершении преступлений, предусмотренных ст.285 ч.3 УК РФ и назначить ему наказание в виде лишения свободы сроком на 5 лет с отбыванием наказания в колонии общего режима.
Якова Ивашова — признать виновным в совершении преступлений, предусмотренных ст.285 ч.3 УК РФ и назначить ему наказание в виде лишения свободы сроком на 5 лет. По части 3 ст.238 УК РФ оправдан. Ввиду наличия акта амнистии — Ивашова Якова от наказания освободить. Освобождён из-под стражи в зале суда.
Ирека Тимергазеева — признать виновным в совершении преступлений, предусмотренных ст.285 ч.3 УК РФ и назначить ему наказание в виде лишения свободы сроком на 6 лет с отбыванием наказания в колонии общего режима.
Кроме того, всем запрещено заниматься определенными видами деятельности сроком на 3 года.
Удовлетворен гражданский иск потерпевших на общую сумму 50 000 000 рублей.

### Верховный суд Республики Татарстан
2 апреля 2015 года Верховный суд Татарстана утвердил приговор по уголовному делу о крушении дизель-электрохода «Булгария». ВС принял решение усилить назначенное наказание Ивашову по ст. 285 УК РФ и исключить решение об амнистии из приговора. Ему назначено пять с половиной лет колонии общего режима с лишением права занимать должности в органах, надзирающих за эксплуатацией всех видов транспорта, а также в речном Росрегистре сроком на три года, зачтя ему в срок отбывания наказания время содержания под стражей с 12 июля 2011 года по 3 июля 2014 года. Суд смягчил наказание Инякиной, освободив её «за истечением срока давности уголовного преследования» от ч. 2 ст. 143 УК РФ, назначив ей наказание лишь по ст. 238 УК РФ (оказание услуг, не отвечающих требованиям безопасности жизни и здоровья потребителей, повлекшее по неосторожности смерть двух и более лиц) — девять с половиной лет колонии. В отношении остальных осужденных приговор оставили без изменения.

## Основные участники событий, связанных с крушением теплохода «Булгария»
- Инякина Светлана Георгиевна — генеральный директор и единственный участник Общества с ограниченной ответственностью «Аргоречтур», которое являлось субарендатором и эксплуататором теплохода «Булгария» в сезон 2011 года. Обвиняется в оказании услуг, не отвечающих требованиям безопасности жизни и здоровья потребителей (ст.238 УК РФ), в нарушении правил безопасности эксплуатации внутреннего водного транспорта (ст.263 УК РФ), нарушении правил охраны труда (ст.143 УК РФ)[43].
- Ивашов Яков — старший эксперт камского филиала Российского речного регистра, выдавший ООО «Аргоречтур» положительное заключение на эксплуатацию теплохода «Булгария» в 2011 году. Обвиняется в неправомерной выдаче официальных документов, удостоверяющих соответствие оказываемых Инякиной услуг требованиям безопасности жизни и здоровья потребителей (ст.238 УК РФ), злоупотреблении должностными полномочиями из корыстной и иной личной заинтересованности (ст.285 УК РФ).
- Тимергазеев Ирек — начальник Казанского отдела Ространснадзора. По версии следствия, Тимиргазеев Ирек вместе с Семеновым Владиславом дали положительное заключение о готовности ООО «Аргоречтур» к перевозке пассажиров, в то время как оснований к этому не имелось. Обвиняется в злоупотреблении должностными полномочиями из иной личной заинтересованности (ст.285 УК РФ).
- Семенов Владислав — главный государственный инспектор Казанского отдела Ространснадзора. По версии следствия, Семенов Владислав вместе с Тимиргазеевым Иреком дали положительное заключение о готовности ООО «Аргоречтур» к перевозке пассажиров, в то время как оснований к этому не имелось. Обвиняется в злоупотреблении должностными полномочиями из иной личной заинтересованности (ст.285 УК РФ).
- Тучин Юрий Владиславович — капитан сухогруза «Арбат», осуждён Камско-Устьинским районным судом Республики Татарстан по ст.270 УК РФ в связи с неоказанием помощи выжившим в крушении теплохода «Булгария». Приговорен к штрафу в размере 130 тысяч рублей[44].
- Егоров Александр Павлович — капитан толкача «Дунайский 66», осужден Московским районным судом города Казани по ст.270 УК РФ в связи с неоказанием помощи выжившим в крушении теплохода «Булгария». Приговорен к штрафу в размере 190 тысяч рублей[45].
- Сафин Рашид — директор Казанского речного порта, уволенный с указанной должности 15 июля 2011 года «как допустивший выпуск теплохода „Булгария“ в круиз». Своё увольнение оспаривал в судебном порядке, однако суды первой и второй инстанции увольнение посчитали законным и обоснованным.
- Островский Александр — капитан теплохода «Булгария», погиб при крушении теплохода «Булгария». В ходе поисковых работ на месте крушения, тело капитана Островского было обнаружено на капитанском мостике. Уголовное дело прекращено в связи с гибелью обвиняемого[46].
- Рамиль Хаметов — выживший в катастрофе старший помощник капитана теплохода «Булгария». В ходе расследования уголовного дела был обвинен в нарушении правил безопасности движения и эксплуатации внутреннего водного транспорта (ст.263 УК РФ).
- Храмов Александр Григорьевич — начальник отдела Волжского управления Госморречнадзора (Нижний Новгород), совершивший 22 августа 2011 года самоубийство в связи с увольнением с занимаемой должности. Александр Храмов проходил по делу о крушении теплохода «Булгария» свидетелем (таким же свидетелем, как до 15 августа 2011 года являлись Ирек Тимергазеев и Владислав Семенов).
- Лизалин Роман Евгеньевич — капитан теплохода «Арабелла», организовавший, вместе с членами команды, спасение выживших пассажиров и членов экипажа теплохода «Булгария». Впоследствии был награждён государственными и ведомственными наградами.
- Чернышов Сергей Михайлович — генерал-майор юстиции, старший следователь по особо важным делам при Председателе Следственного комитета России, руководитель следственной группы, созданной для расследования уголовного дела, возбуждённому по факту крушения 10.07.2011 года теплохода «Булгария»[47].
- Якунин Сергей Николаевич — судья Московского районного суда города Казани, рассматривавший уголовное дело «О крушении теплохода „Булгария“» по первой инстанции.
- Антонов Михаил — крупнейший акционер ОАО «Судоходная компания „Камское речное пароходство“», магнат. «Камское речное пароходство» опровергло слухи о бегстве Антонова за границу[48].
- Незнакин Валерий — Генеральный директор ОАО «Судоходная компания „Камское речное пароходство“» — владельца теплохода «Булгария».
- ОАО Судоходная Компания «Камское речное пароходство» (Пермь) — собственник теплохода «Булгария», который не понёс ответственность, несмотря на действующее законодательство, согласно которому ответственность за ущерб, нанесённый от эксплуатации имущества, несёт юридический владелец имущества.
- ООО «Бриз» (Пермь) — фирма, являющаяся фирмой-арендатором теплохода «Булгария», передавшая данный теплоход в субаренду ООО «Аргоречтур».
- ООО «Аргоречтур» (Казань) — туристская фирма, созданная Светланой Инякиной в конце 2010 года. Данное юридическое лицо по состоянию на 10.07.2011 года являлось действующим субарендатором теплохода «Булгария», полностью отвечающим за комплектование экипажа, текущие ремонт и содержание теплохода в надлежащем техническом состоянии.

## Мнения о катастрофе

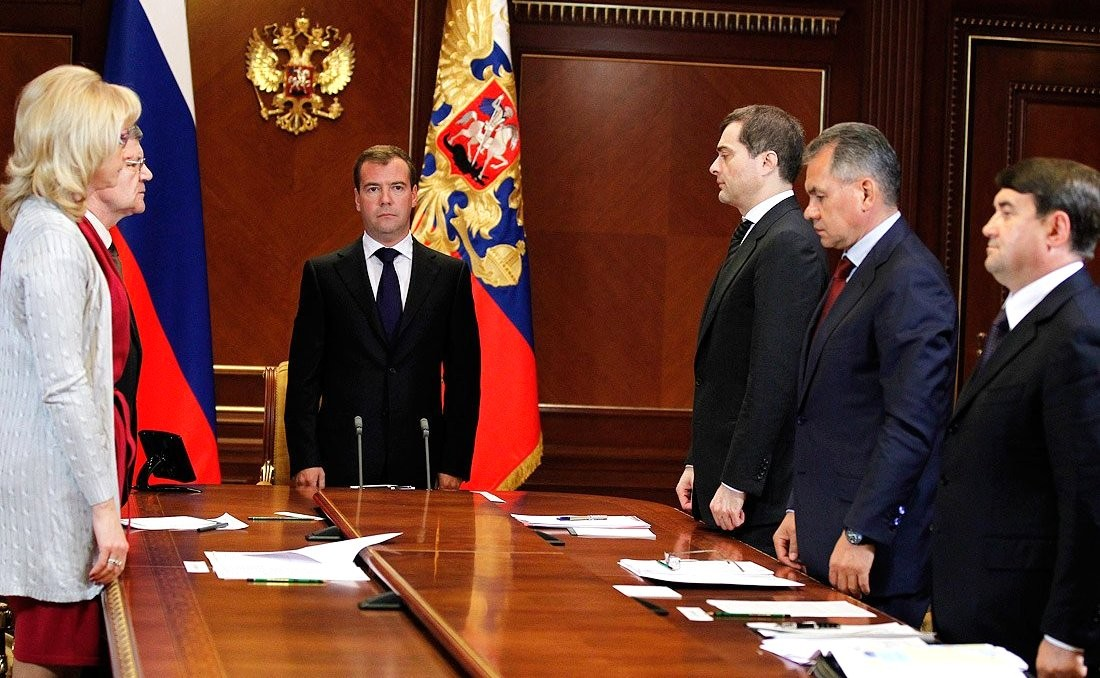
Минута молчания на совещании у Президента России

Президент России Д. А. Медведев написал в своём твиттере:
Страшная трагедия произошла на Волге. Мои соболезнования родным и близким погибших
11 июля на совещаниях дал поручение:
Все поисковые мероприятия должны быть доведены до конца, несмотря на то, что надежды найти кого-либо в живых практически нет. Это нужно сделать по вполне понятным морально-этическим соображениям и для того, чтобы выяснить все обстоятельства его гибели
заявил:
Количество старых посудин, которые плавают у нас, запредельное! Если раньше проносило, то это не означает, что этого не могло произойти. Это случилось, причем с самыми страшными последствиями. Надо оценить эту ситуацию и заставить либо провести необходимый капитальный ремонт всех, кто имеет суда в собственности, либо вывести их из эксплуатации, если они не годятся по своим качествам для осуществления такого рода перевозок.
и потребовал:
За это преступление должны отвечать не «стрелочники», кто бумаги подмахнул, а все, кто организует этот процесс… С тем чтобы в следующий раз любое должностное лицо, независимо от ранга, понимало, что ответственность за выход такого судна в море может быть не только дисциплинарной, но и уголовной. Эта уголовная ответственность должна воплотиться в весьма ощутимые меры наказания.
Необходимо разобраться, что произошло, изобличить и наказать виновных. Это должно быть сделано в отношении широкого круга лиц, включая организаторов этого бардака, а не только «стрелочников», зиц-председателей и других случайных людей, которые попали в эту орбиту.
Патриарх Кирилл во время молитвы о погибших заявил:
Если техника устарела, разве можно использовать эту технику с риском для человеческой жизни только для того, чтобы получить деньги? Не случайно, что все эти катастрофы сопровождаются, с одной стороны, примерами мужества, беззаветного подвига, а с другой — примерами трусости и безрассудства… Если по-прежнему доминантой нашей жизни будет стремление как можно больше заработать любыми путями, то нас ждут ещё большие катастрофы.
В. В. Путин на совещании с членами Правительственной комиссии по расследованию обстоятельств катастрофы теплохода «Булгария»:

То, что произошло 10 июля с «Булгарией», без всякого преувеличения, потрясло всю страну. Столько жертв, столько детей погибло! Это ужасно, что нам приходится платить такую дань за безответственность, за безалаберность, за алчность, за грубое нарушение правил технологической безопасности…

…Вообще, как могло получиться, что компания без лицензии на туристическую деятельность, без лицензии на использование судов могла работать? Как вообще билеты продавали в порту? Кто разрешил? Как выпустили из порта? Как порт заключил договор с этой компанией, не имеющей ни одной лицензии на обслуживание в порту? Как это могло случиться? Где был Ростехнадзор, Ространснадзор? Где были все эти ведомства?

Валерий Незнакин, генеральный директор ОАО "Судоходная компания «Камское речное пароходство», на следующий день после крушения теплохода «Булгария»:

В данном случае за гибель пассажиров мы несем не юридическую, а лишь моральную ответственность.

Светлана Инякина, директор ООО «АргоРечТур», до своего ареста заявила прессе (текст в редакции источника):

Всё в порядке было с теплоходом. По регистровым документам всё в порядке было, в технически годном состоянии был теплоход. Это просто штурмовое предупреждение и сильный ветер. В шторм попали, и залило трюма.